# 蔡昂
蔡昂（1480年—1540年），字衡仲，号鹤江，南直隸淮安人。明朝探花、政治人物。

## 生平
正德二年（1507年），鄉試中舉。正德九年（1514年）會試第三名、殿試第三名，授翰林院編修。參與修撰《武宗實錄》，嘉靖四年（1525年）六月書成升右春坊右赞善。八年四月充《大明會典》纂修官，十年八月与翰林院侍講學士吳惠主考順天府鄉試，嘉靖十一年（1532年）正月升翰林院侍講學士，兼理文官誥敕，充日講官。十二年七月因經筵講官顧鼎臣因病缺席，學士廖道南与蔡昂又互相推諉，俱降一級調外任，貶湖州府通判，十三年三月恢復官職。十五年九月升翰林院學士，仍與四品服色。十六年二月升禮部右侍郎，兼翰林院侍講學士，經筵日講如故。十八年二月册立皇太子，设置東宫官員，兼任詹事府府丞，十九年七月升本部左侍郎，嘉靖十九年（1540年）八月卒，贈禮部尚書，賜祭葬。

## 著作
著有《颐贞堂集》。